# 天市右垣九
蛇夫座δ，中文星官名天市右垣九或梁，是一颗位于蛇夫座的M型红巨星。
它和蛇夫座ε一起组成光学双星。蛇夫座δ距离地球170光年，而蛇夫座ε距离地球108光年，因此它们之间并没有物理联系，只是从地球上观察时处于几乎相同的方向上。蛇夫座δ的表面温度是3679K。
蛇夫座δ在中国星官系统中属于天市右垣，即天市垣的右城墙，天市右垣共由十一星组成，每颗星都由诸侯国或王国命名，而蛇夫座δ是以“梁”命名。蛇夫座δ是天市右垣的第九星，因此又被称为天市右垣九。蛇夫座δ的西方名字叫Yed Prior，它和蛇夫座ε一起合称为Yed，这个名字来自于阿拉伯语，意思是“手”， 两颗星共同象征蛇夫握住巨蛇头部的左手。